# Sion (Franciaország)
Sion település Franciaországban, Gers megyében. Lakosainak száma 96 fő (2022. január 1.). Sion Bétous, Loubédat, Nogaro, Sorbets és Urgosse községekkel határos.

## Népesség
A település népessége az elmúlt években az alábbi módon változott:
| Lakosok száma | 144  | 118  | 119  | 81   | 115  | 108  | 103  | 97   | 97   | 96   |
|               | 1968 | 1982 | 1990 | 2006 | 2013 | 2015 | 2017 | 2019 | 2020 | 2022 |